# Эль-Треболь
Эль-Тре́боль (исп. El Trébol) — город и муниципалитет в департаменте Сан-Мартин провинции Санта-Фе (Аргентина), административный центр департамента.

## История
В 1890 году при строительстве железной дороги было решено назвать три станции в честь частей Великобритании: Эль-Росас («Розы») — в честь Англии, Лос-Кардос («Чертополох») — в честь Шотландии, и Эль-Треболь («Клевер») — в честь Ирландии. В районе станции Эль-Треболь было три сельскохозяйственные колонии, которые объединили в единый населённый пункт, названный по железнодорожной станции.